# Baterijski sustavi električnih vozila
Baterijski sustav električnog vozila je sustav koji služi za napajanje elektromotora koji pogoni električna vozila. Takav jedan sustav se sastoji od jediničnih ćelija spojenih paralelno ili serijski te predstavlja ekvivalent rezervoara goriva kod konvencionalnih vozila. Baterije koje se koriste u tu svrhu su sekundarnog karaktera odnosno baterije s mogućnošću punjenja  (akumulator).

## Tipovi baterija
Tipovi baterija koji se najčešće koriste u električnim vozilima su:
- Olovna baterija (Pb)

Olovna baterija je najstariji tip punjive baterije. Po svojim karakteristikama je robustna i ekonomična, ali ima nisku specifičnu energiju i ograničen broj ciklusa punjenja i pražnjenja. U režimu upotrebe gdje se prazne velikim strujama vijek trajanja im znatno opada, dok im na niskim temperaturama kapacitet isto tako naglo opada. Također jedan od nedostatak im je to što se ne smiju puniti strujom većom od 1/10 kapaciteta što može rezultirati vrlo dugim trajanjem punjenja.
- Nikal-kadmij baterija (NiCd)

Nikal-kadmij baterija se koristi kada je potreban dugi vijek trajanja, visoka struja pražnjenja i ekstremne temperature. Jedna je od najrobusnijih i najizdržljivijih baterija te omogućuju vrlo brzo punjenje uz minimalni stres na bateriju. Glavni nedostatak ove baterije je to što je kadmij vrlo otrovan i opasan te se danas zbog ekoloških razloga sve više zamjenjuje drugim kemikalijama.
- Nikal-metalhidrid baterija (NiMH)

Nikal-metalhidrid baterija služi kao zamjena za NiCd jer ima samo blago toksične metale, a osigurava veću specifičnu energiju. Međutim, veliki problem ove vrste baterija je relativno kratak životni vijek.
- Litij-ion baterija (Li-ion)

Litij-ionske baterije su lagane baterije s velikom gustoćom snage te imaju dugi vijek trajanja i veliki kapacitet, no zato su dosta skuplje od ostalih vrsta baterija. Zbog sigurnosnih razloga potrebno je zaštitno elektroničko sklopovlje (BMS) za korištenje ovih baterija.
|                   | Olovna         | NiCd            | NiMH            | Li-ion          |
| Napon članka      | 2V             | 1.2V            | 1.2V            | 4V              |
| ----------------- | -------------- | --------------- | --------------- | --------------- |
| Radna temperatura | -40 do 55°C    | -40 do 50°C     | -20 do 50°C     | -20 do 50°C     |
| Samo-pražnjenje   | 4-6% mjesečno  | 10-20% mjesečno | 15-25% mjesečno | 2% mjesečno     |
| Speifična enrgija | 30 do 50 Wh/kg | 45 do 80 Wh/kg  | 60 do 120 Wh/kg | 90 do 250 Wh/kg |
| Vijek trajanja    | 6 godina       | 10 godina       | 2-5 godina      | 10 godina       |
| Broj ciklusa      | 500-1000       | 500-2000        | 300-600         |                 |

## Konfiguracija baterija

#### Serijski spoj
Baterijski sustav kojemu je potreban viši napon sastavlja se tako da se jedinične ćelije spajaju u seriju. Takvom konfiguracijom se povećava napon čime osiguravamo da vodič ostane malog poprečnog presjeka,dok kapacitet u tom slučaju ostaje isti. Problem ovakve konfiguracije je to što ako jedna ćelija prestane raditi tada pada napon cijelog sustava te se iz tog razloga dodaje osigurač koji može premostiti ćeliju koja prestane raditi.

#### Paralelni spoj
Paralelni spoj jediničnih ćelija ostvaruje se u svrhu postizanja većeg kapaciteta baterijskog sustava. Takvoj konfiguraciji neispravnosti jedne ćelije utječe na smanjenje ukupnog kapaciteta što je manji problem u usporedbi s tim da ćelija u kratkom spoju može rezultirati zapaljenjem. Zbog tog razloga u većim sustavima ćelije moraju biti osigurane.

#### Mješoviti spoj
Mješoviti spoj je spoj koji se sastoji od jediničnih ćelija međusobno serijski i paralelno spojenih. Ovakva konfiguracija koristi se u svrhu povećavanja kapaciteta i napona baterijskog sustava te je stoga danas najzastupljenija u električnim vozilima.

## Punjenje baterija
Električna vozila se električnom energijom pune na stanici za napajanje odnosno punionici. Pri tome se izmjenična struja na naponu javne elektroenergetske mreže pretvara u istosmjernu struju za punjenje baterija na naponu koji odgovara bateriji, odnosno potrebama vozila. Tim procesom upravlja sustav za nadzor baterije.
Prvi način podrazumijeva punjenje na šuko utičnici, pri čemu se sustav za nadzor baterije i punjač nalaze u vozilu te nema komunikacije vozila i utičnice na punionici.
Drugi način je sličan prvome, ali se dodatno koristi upravljački uređaj u napojnom kabelu. Taj kabel je dio opreme vozila, pri čemu ICCB nema komunikaciju s utičnicom punionice, a punjač se nalazi u vozilu. 
Treći način podrazumijeva punjenje izmjeničnom strujom preko utičnice tipa 2 na punionici, uz specijalni kabel do vozila. Pri tome postoji komunikacija punionice i vozila, a punjač se nalazi u vozilu.
Četvrti način podrazumijeva punjenje istosmjernom strujom, pri čemu postoji komunikacija vozila i punionice, u kojoj se nalazi punjač. Punjenje je brzo jer se odvija uz veću snagu. Standardizirani priključak na vozilu može biti u izvedbi CHAdeMO ili CCS.
Tesla supercharger je 480-voltni punjač snage 120 kW koji pruža punjenje istosmjernom strujom izravno na bateriju što rezultira vrlo brzim punjenjem. Primjenom tog punjača na Teslinom 85kW Modelu S moguće je napuniti 50% baterije za 20 minuta, 80% baterije za 40 minuta te 100% za 75 minuta. Nova verzija superpunjača mogla bi puniti električna vozila snagom od 350 kW.
| Parametri punjenja | Izvedba priključka | Izvedba priključka | Izvedba priključka | Izvedba priključka | Izvedba priključka |
| ------------------ | ------------------ | ------------------ | ------------------ | ------------------ | ------------------ |
| Parametri punjenja | Šuko               | Tip 1              | Tip 2              | CHAdeMO            | CCS                |
| Napon [V]          | 230                | 230                | 400                | 500                | 500                |
| Jakost struje [A]  | 10-16              | 16-32              | 16-63              | 125                | 125                |
| Snaga [kW]         | 2-3,7              | 3,7-7,4            | 11-44              | 50                 | 50                 |

## Cijena baterijskih sustava
Baterijski sustav je najskuplja komponenta električnog vozila. Razlog tome je upotreba materijala kojima je cijena zadnjih godina višestruko narasla. Procjenjuje se da trenutni trošak sustava u prosjeku košta oko 208 dolara po kWh. Bloomberg predviđa kako će povećanje opsega proizvodnje električnih vozila, kao i masovna proizvodnja baterija zasnovanih na litij-ionskoj tehnologiji, rezultirati padom cijena ovih sustava na 70-ak dolara po kWh do 2030.Trenutno je upravo cijena baterija najveća prepreka masovnoj adaptaciji električnih vozila, pa su pojedini proizvođači u procesu razvijanja alternativnih metoda za skladištenje električne energije poput, primjerice, tehnologije čvrstih baterija.Ove baterije umjesto tekućih ili polimerskih elektrolita koriste čvrste elektrode i elektrolite što bi ih trebalo učiniti manjima, lakšima, energetski gušćima, te ono najvažnije - jeftinijima od postojećih litij-ionskih baterija.
| Proizvođač i model vozila | Tip ćelija           | Cijena [USD/kWh] | Specifična energija |
| ------------------------- | -------------------- | ---------------- | ------------------- |
| Tesla S 85, 90kWh (2016)  | 18650 cilindrična    | 260              | 250                 |
| Renault Zoe               | 18650 cilindrična    | 180              | 250                 |
| Nissan Leaf, 30kWh (2016) | Vrećasta/prizmatična | 455              | 96                  |
| BMW i3                    | Prizmatična          | 340              | 120                 |

## Utjecaj temperature na baterije

#### Utjecaj temperature na snagu punjenja
Promjena temperature utječe na napon punjenja. Napon punjenja varira od 2.74V na temperaturi od -40°C do 2.3V na temperaturi od 50°C, a struja na nižim temperaturama mora niti manja stoga na nižim temperaturama punjenje duže traje.

#### Utjecaj temperature na kapacitet
Na nižim temperaturama kapacitet baterija se smanjuje, dok se na višim temperaturama kapacitet povećava. Tako na primjer na temperaturi od -30°C kapacitet baterije opadne za 50%, dok na temperaturi od 50°C kapacitet naraste za 12%.

#### Utjecaj temperature na životni vijek
Na nižim temperaturama baterije imaju dulji životni vijek, dok na višim temperaturama životni vijek baterija opada. Tako na primjer olovna baterija na -17°C životni vijek baterije poraste za otprilike 60%, dok za porast svakih 9°C iznad 25°C životni vijek baterije se smanji za pola.

## Kondezatori i ultrakondenzatori
Kondezatori su spremnici energije koji se sastoje od dvije metalne ploče (vodiča) između kojih se nalazi izolator. Punjenjem kondenzatora elektroni se gomilaju na jednom od vodiča što rezultira gomilanjem negativnog naboja na tom vodiču odnosno pozitvnog naboja na drugom. Ultrakondenzatori (superkondenzatori) se sastoje od dvije elektrode, elektrolita i separatora. Elektrode čine veliku razliku između superkondenzatora i konvencionalnih kondenzatora. Tehnologija izrade elektroda koja se bazira na nanomaterijalima omogućuje jako veliku površinu elektroda i iznimno malu udaljenost između njih. Zbog ovakve strukture ultrakondenzatori imaju puno veću gustoću snage u odnosu na baterije, veći kapacitet u odnosu na konvencionalne kondenzatore, ali i malu gustoću energije. Ultrakondenzatori mogu imati 100-1000 puta veći kapacitet po jedinici volumena u usporedbi s konvencionalnim kondenzatorom. Prednosti ultrakondenzatora u odnosu na baterije su: dulja životna dob, manja ovisnost o temperaturi, mali serijski otpor što omogućuje davanje ili apsorbiranje jako velike struje i posljedica tog je jako brzo punjenje,manji obujam i masa odnosno veća jednična snaga. No, u električnim vozilima ultrakondenzatori ne služe kao primarni izvor energije nego dodatni za slučajeve kada je potrebna velika snaga u kratkom vremenu (npr. penjanje po uzbrdici) te se zbog svojih svojstava brzo pune regenerativnim kočenjem.

## Sustavi hlađenja/grijanja baterija
Sustavi za hlađenja odnosno grijanje baterija su bitni zbog značajnog utjecaja temperature na baterije. 

#### Hlađenje
Danas se koriste tri metode: prisilna ili spontana konvekcija prema zraku, hlađenje dielektričnim uljem koje se zatim odvodi u izmjenjivač topline te hlađenje tekućinom na bazi vode koja prolazi između baterija. Konvekcija kao takva često nije dovoljna za odvođenje topline te se taj sistem rijetko koristi u baterijskim sustavima jačih električnih vozila. Hlađenje dielektričnim uljem se odvija tako da se baterije u potpunosti urone u tekućinu dok se hlađenje tekućinom na bazi vode provodi tako da se tekućina šalje kroz kanale koji koji se nalaze između baterija te tako odvode toplinu baterija bez izravnog dodira baterija i tekućine.

#### Grijanje
Najpopularnije rješenje kod grijanja baterija i kabine električnih vozila je otporničko grijanje PTC grijačem. PTC grijač je električni otpornik koji povećava otpor dok se njegova temperatura povećava, čime se štiti od pregrijavanja. Primarna svrha PTC grijača je da koristi značajnu energiju baterije za zagrijavanje vozila što dovodi do gubitaka dometa vozila od preko 50% u uvjetima ekstremne hladnoće.

## Uloga 12V baterije
Niskonaponski 12V baterijski sustav služi za upravljanje svih računalnih i sigurnosnih sustava u električnim vozilima dok je vozilo isključeno. Prilikom paljenja vozilo se napaja iz tog baterijskog sustava te neće dopustiti paljenje vozila ako neki sigurnosni sustav detektira pogrešku.Na primjeru Tesle Modela S/X takav baterijski sustav opterećen je snagom 50W što odgovara struji od otprilike 4.5 ampera dok je vozilo isključeno što rezultira relativno brzim pražnjenjem baterije odnosno velikim brojem ciklusa baterije. Dok je vozilo uključeno ulogu 12V baterije preuzima DC/DC pretvarač koji istodobno i puni bateriju. Takav način napajanja svih sustava u vozilu poput svijetla, radio-prijemnika, sigurnosnih i računalnih sustava i ostalih rezultira i povećanim dometom vožnje.

## Razvoj novih tehnologija
Današnji razvoj baterija teži prema njihovom povećanju gustoće energije čime bi vozila mogla preći nekoliko puta veće udaljenosti. Također razvijaju se i baterije koje bi imale mnogo duži vijek trajanja i koje bi se mogle napuniti u vrlo kratkom vremenu. Cilj ovih tehnologija je jeftinije putovanje, a samim time i veći interes za električna vozila kod građana.
Na Kanadskom su University of Waterloo istraživači došli do novog tehnološkog dostignuća s baterijama napravljenim od litija. Znanstvenici su koristili negativne elektrode (anode) napravljene od tog posebnog metalnog elementa da bi postigli novu vrstu baterije koja bi dramatično povećala mogućnosti pohranjivanja energije. Prilikom razvoja tih baterija bili su suočeni s dva velika izazova. Prvi je bio rizik vatre ili eksplozije zbog mikroskopskih promjena u samoj strukturi litija za vrijeme neprekidnih ciklusa protoka i prekida napona. Drugi je izazov predstavljala kemijska reakcija koja bi stvarala koroziju te ograničavala mogućnost električnog naboja u bateriji. Rješenje su pronašli u kemijskom spoju koji reagira na elektrode napravljene od litija u već napravljenoj bateriji tako da ih sam od sebe iznova prekriva iznimno tankim slojem zaštite.
Toshiba grupa je promijenila anodnu leguru svoje litij-ionske baterije na bateriju niobium-titana. Niobij-titan oksidna legura ima svojstva supravodljivosti pri vrlo niskim temperaturama. Čak i kod -10 ° C, za punjenje električnog automobila trebalo bi samo deset minuta. Baterija može izdržati više od 5000 ciklusa punjenja, a što omogućava vožnju od nevjerojatnih 1.600.000 kilometara, prije nego bateriju pošaljemo na “reciklažu”.

## Izbor baterija
Najvažnije karakteristike prilikom izbora baterija za električna vozila su:
- Vijek trajanja
- Performanse
- Specifična energija
- Specifična snaga
- Cijena
- Sigurnost